# Maughold (paroisse administrative)
Pour les articles homonymes, voir Maughold.
Maughold est une paroisse administrative du sheading de Garff sur l'île de Man.